# Cutex

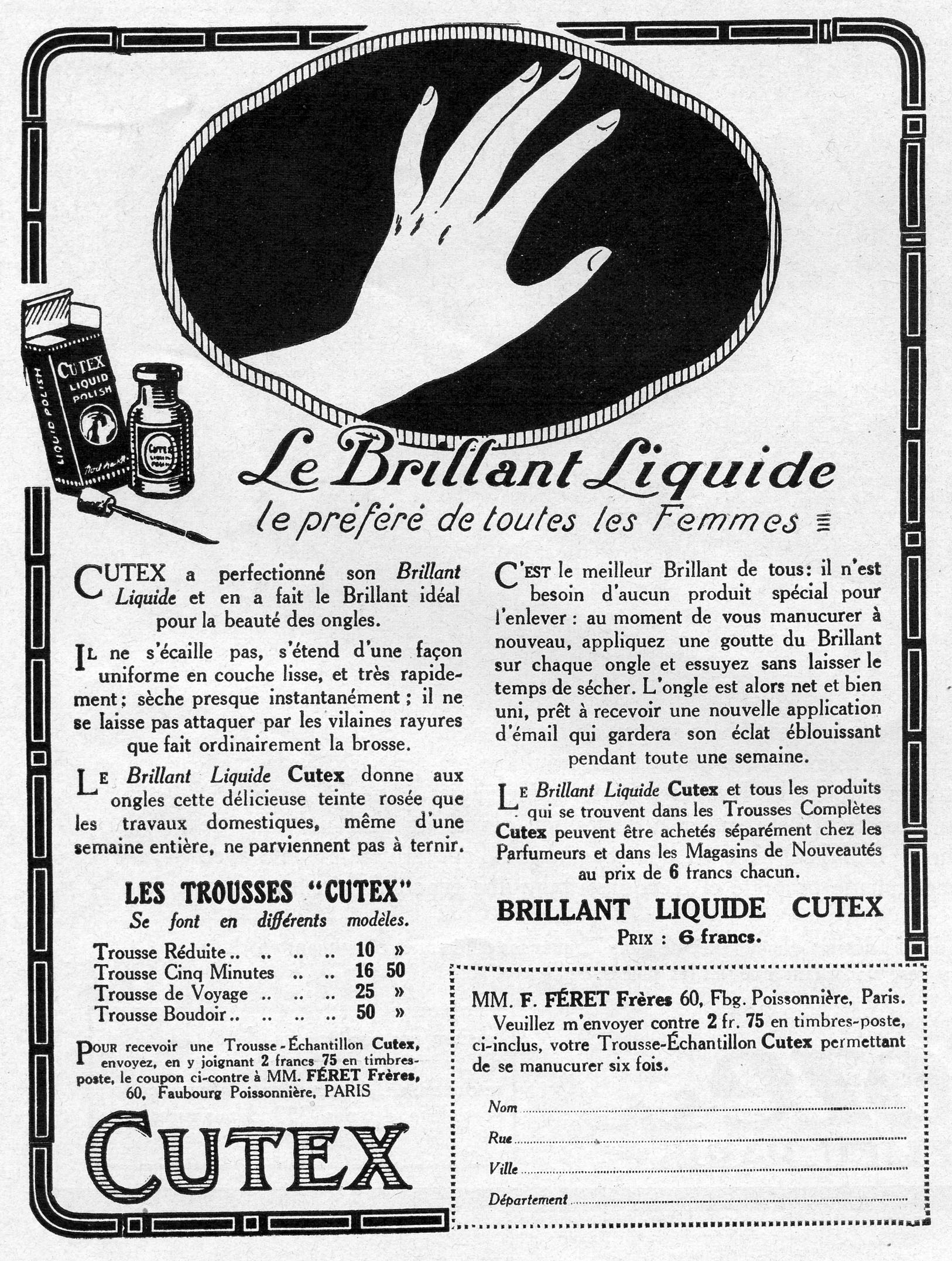
Réclame de 1924 (L'Illustration).

Cutex est une marque américaine de vernis à ongles lancée en 1911 dans le Connecticut.
C'est une marque utilisée comme nom.